# HD 203925
HD 203925，又名BD+25 4531，SAO 89685、HR 8198，是一颗恒星，视星等为5.68，位于銀經75.46，銀緯-17.08，其B1900.0坐标为赤經21h 20m 7.5s，赤緯+25° -17.08′ 39″。